# Ingrid Karlberg

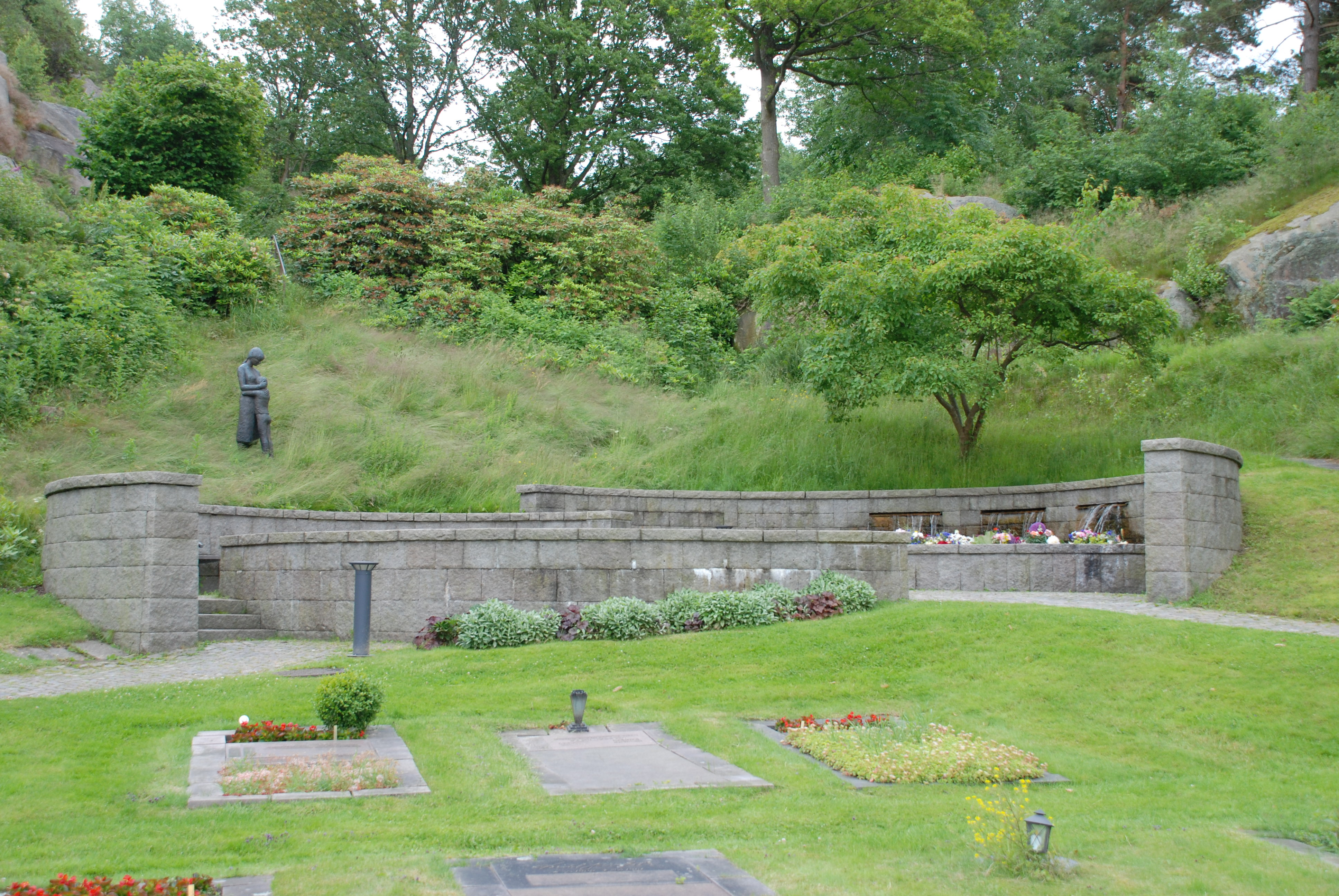
Minneslunden på Västra kyrkogården i Göteborg, med Ingrid Karlbergs Tröst

Ingrid Karlberg, född 1927, är en svensk skulptör. Ingrid Karlberg växte upp i Haga i Göteborg. Hon utbildade sig 1947–1949 till lärare på Folkskoleseminariet i Göteborg och arbetade efter examen tre år i Tollered utanför Floda och därefter tio år på Buråsskolan i Krokslätt i Göteborg. 
Hon var gift med den isländske folkhögskoleläraren Hergeijr. Paret fick tre barn. Efter det tredje barnets födelse 1959 lämnade hon läraryrket. Åren 1963–1966 utbildade hon sig i skulptur på Göteborgs konstskola. Karlberg fick Härryda kommuns kulturpris 2016.

## Verk i urval
- Framme på Östra kyrkogården i Göteborg (stulen 2003)
- Två örnar på grindstolparna av granit till entrén till Wendelsbergs folkhögskola i Mölnlycke, brons, 1986[2]
- Potatiskorgen, brons, Stora torget, Vara, 2001
- Hästhandlarna , brons, Stora torget, Vara, 2001
- Dansen, brons, Stora torget, Vara, 2001
- Ålderstrappan, brons, 2019[3]